# شدوز فال
شدوز فال(به انگلیسی: Shadows Fall) گروه ترش متال امریکایی است که در اواخر سال ۱۹۹۵ در شهر اسپرینگفیلد، ماساچوست تشکیل شد. این گروه شامل برایان فیر (خواننده)، جاناتان دونیز (لید گیتار)، مت بچند (ریتم گیتار)، پل رومنکو (بیس گیتار) و جیسون بیتنر (درامز) است. شدوز فال تاکنون ۶ آلبوم استودیویی، ۲ آلبوم کالکشن و ۲ ویدئو آلبوم منتشر کرده‌است. این گروه تا به‌حال نامزد دریافت دو جایزهٔ گرمی برای آثار «What Drives the Weak» در سال ۲۰۰۶ و «Redemption» در سال ۲۰۰۸ شده‌است.

## اعضا

### اعضای کنونی
- برایان فیر : خواننده اصلی (۱۹۹۵ تاکنون)
- جاناتان دونیز : گیتار لید، همخوان  (۱۹۹۵ تا کنون)
- مت بچند : گیتار ریتم، هم‌خوان  (۱۹۹۵ تا کنون)
- پل رومنکو : بیس  (۱۹۹۷ تا کنون)
- جیسون بیتنر : درام  (۲۰۰۲ تا کنون)

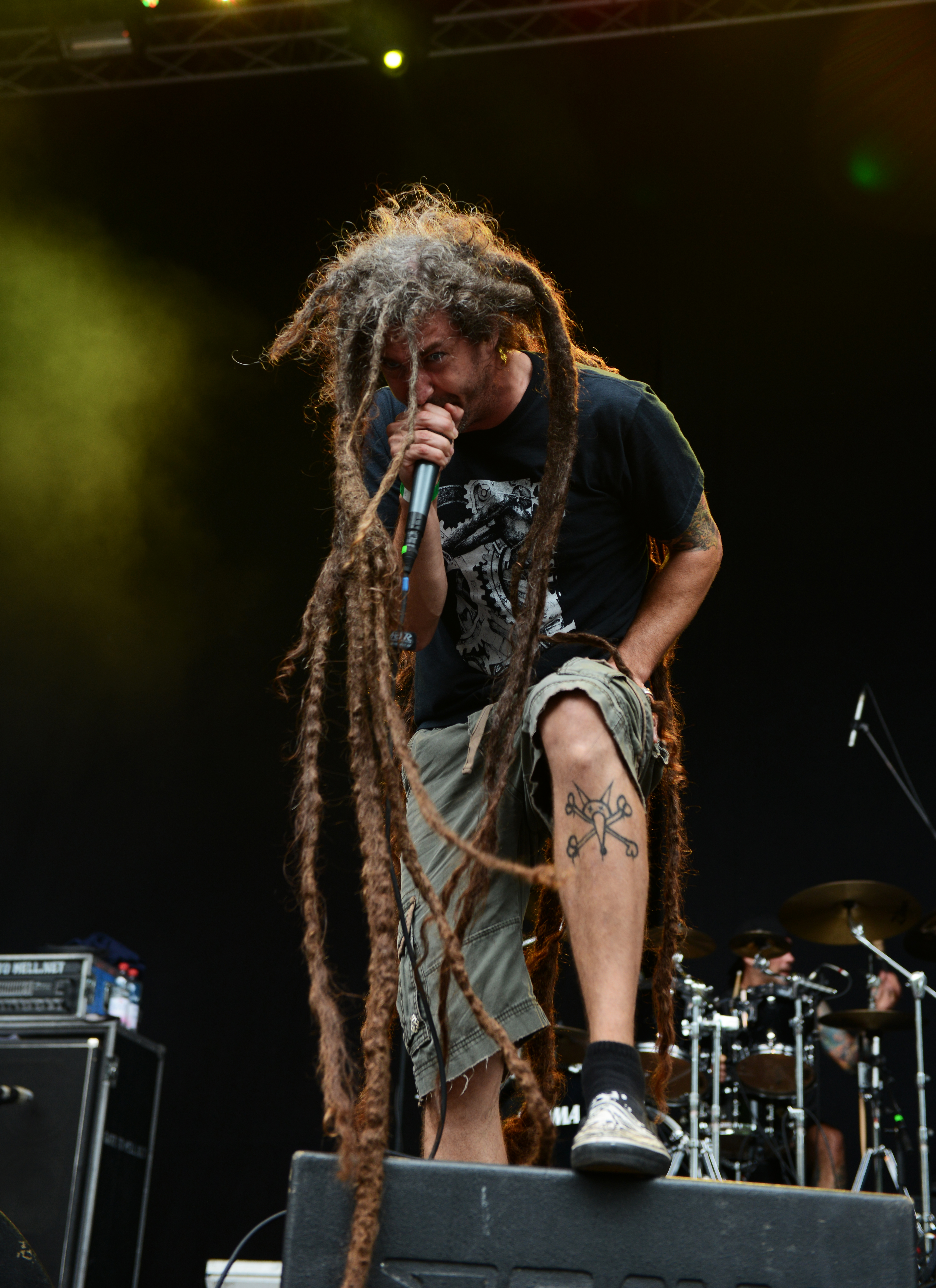
Brian Fair, 2014
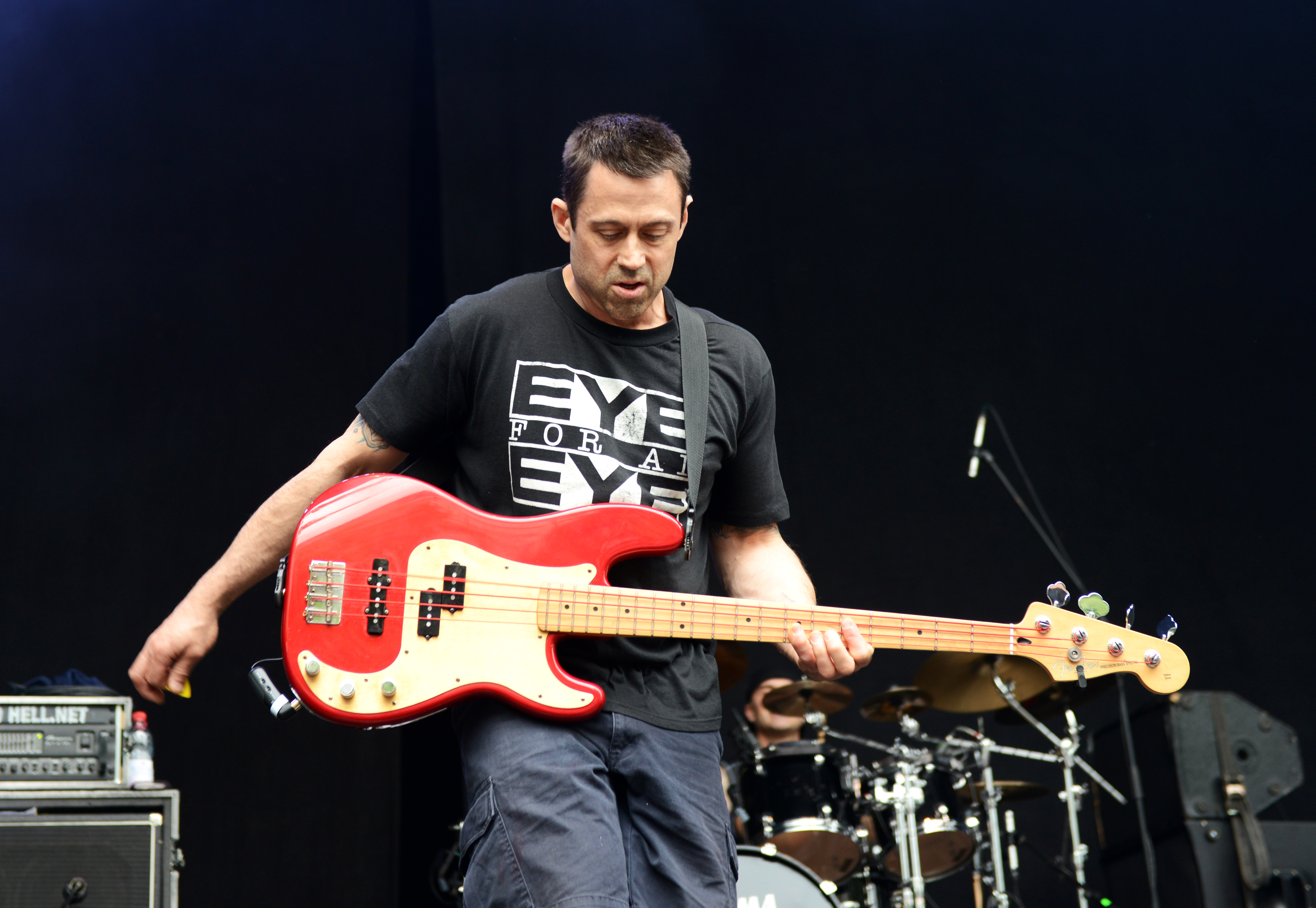
Paul Romanko, 2014
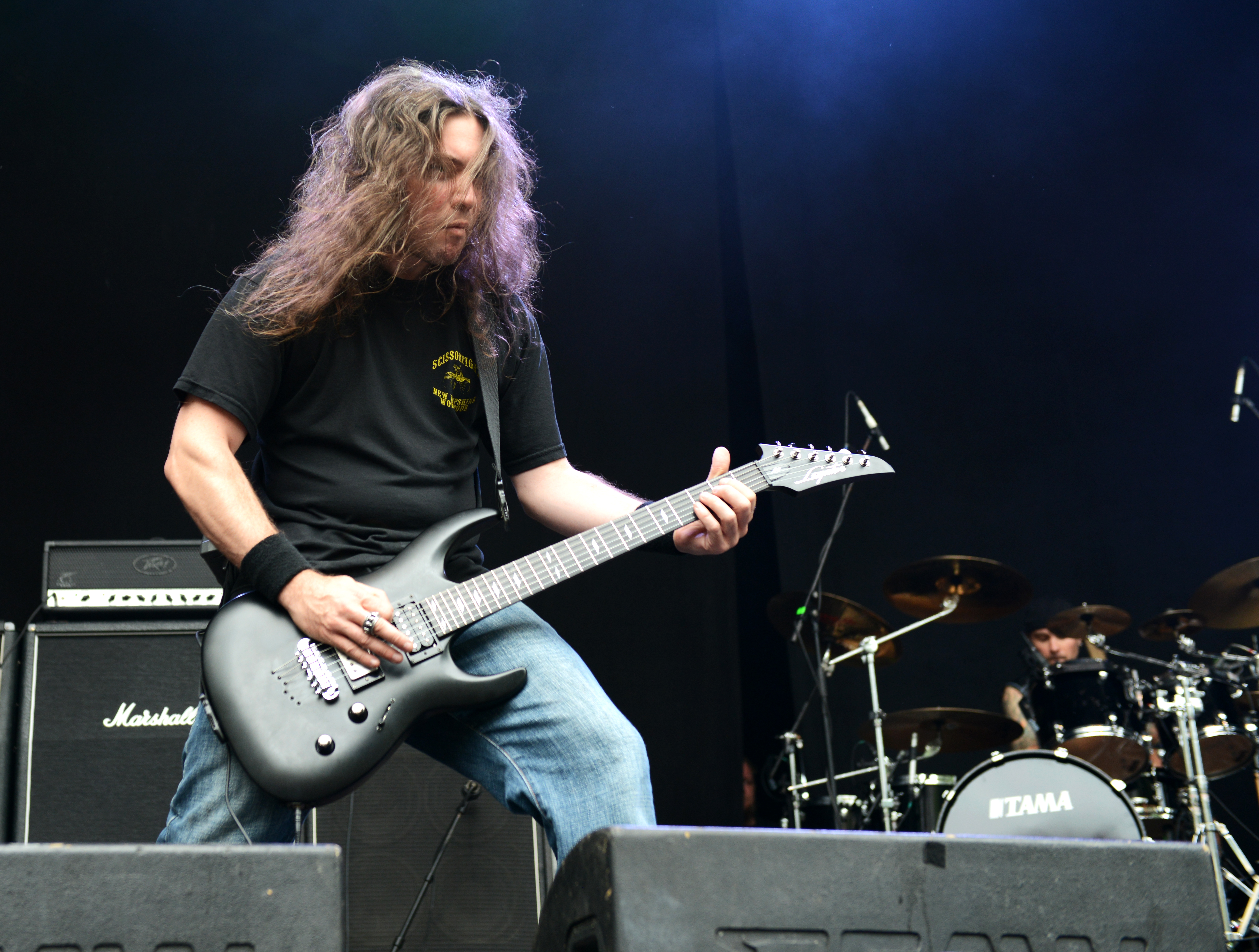
Matt Bachand, 2014
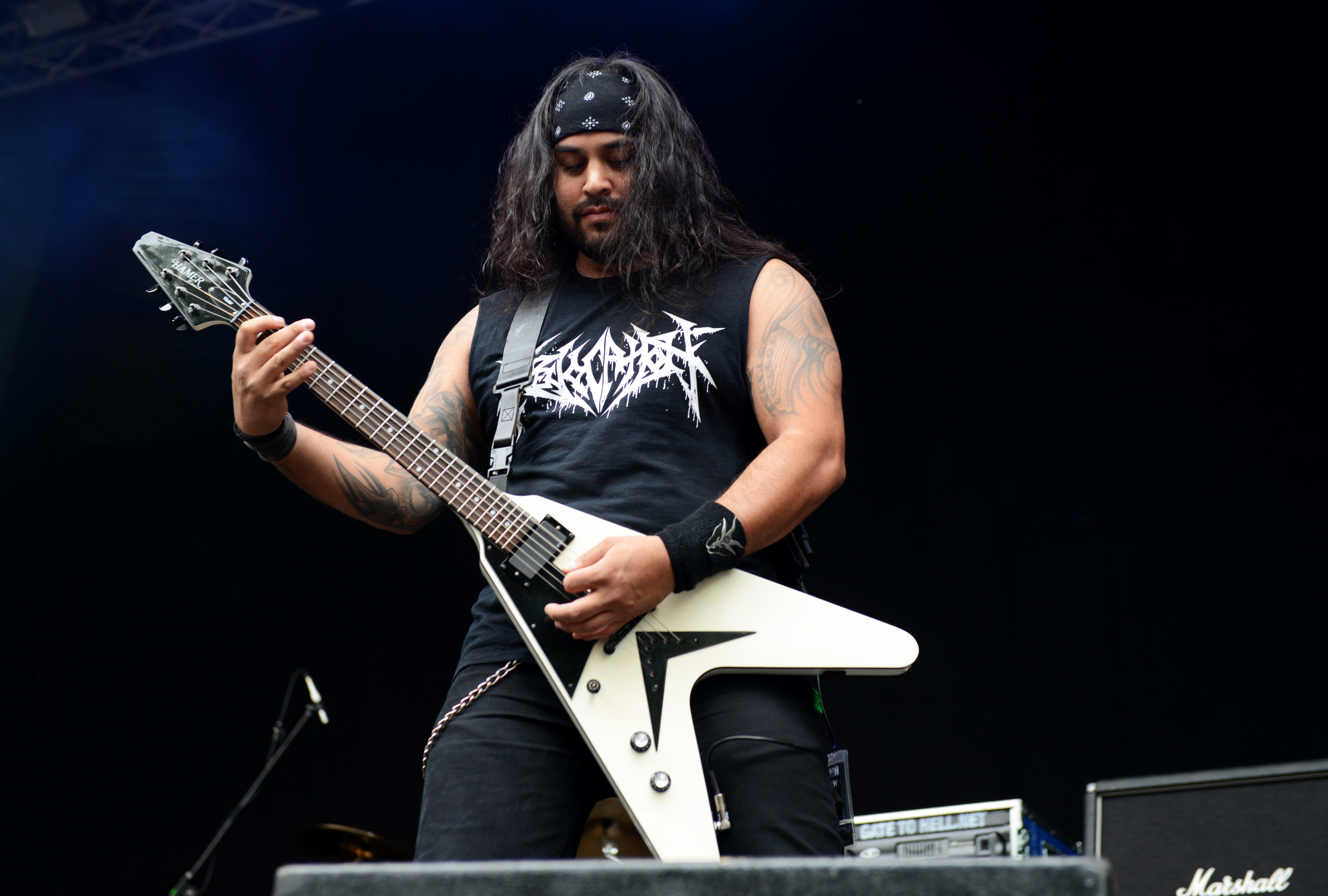
Jon Donais, 2014

### اعضای پیشین
- دیوید جرمین : درام  (۱۹۹۶ تا ۲۰۰۱)
- دیمین مک‌فرسون : خواننده اصلی  (۱۹۹۶ تا ۱۹۹۷)
- مارک للیبرت: بیس  (۱۹۹۶ تا ۱۹۹۷)
- فیلیپ لیبنت : خواننده اصلی  (۱۹۹۷ تا ۱۹۹۸)

## آلبوم‌ها
- (۱۹۹۸) - چشمان محزون به آسمان: Somber Eyes to the Sky
- (۲۰۰۰) - هم‌خون: Of One Blood
- (۲۰۰۲) - هنر تعادل: The Art of Balance
- (۲۰۰۴) - به طرف جنگ: The War Within
- (۲۰۰۷) - رشته‌های زندگی: Threads of Life
- (۲۰۰۹) - مجازات: Retribution